# Wiesent (Baviera)
Wiesent é um município da Alemanha, situado no distrito de Ratisbona, no estado da Baviera. Tem 22,18 km² de área, e sua população em 2019 foi estimada em 2.616 habitantes.